# Primula sherriffae
Primula sherriffae är en viveväxtart som beskrevs av William Wright Smith. Primula sherriffae ingår i släktet vivor, och familjen viveväxter. Utöver nominatformen finns också underarten P. s. ludlowii.